# Stamatis Katsimis
Stamatis Katsimis (ur. 30 maja 1982 roku) – grecki kierowca wyścigowy.

## Kariera
Katsimis rozpoczął karierę w międzynarodowych wyścigach samochodowych w 2001 roku od startów w klasie B Włoskiej Formuły 3. Uzbierane czternaście punktów dało mu tytuł mistrza serii. W późniejszym okresie Grek pojawiał się także w stawce Greckiej Formuły 3, Włoskiej Formuły Renault, Superleague Formula oraz MINI Rushour.